# Delta Blues Festival
Het Delta Blues Festival is een bluesfestival dat jaarlijks op de derde zaterdag van september wordt gehouden in de Amerikaanse stad Greenville in Mississippi. Het festival wordt voorafgegaan door de Bluesweek.
Het festival werd in 1978 voor het eerst georganiseerd, en heeft in het verleden optredende artiesten gehad zoals B.B. King, Sam Chatmon, Son Thomas, Willie Foster, Ruby Wilson, Robert Cray, John Lee Hooker, Muddy Waters, Stevie Ray Vaughan, Albert King, Bobby Rush en Denise LaSalle. 
Het eerste festival was meer een bijeenkomst van de lokale bevolking dan een concert. Na verloop van tijd werd het professioneler opgezet, maar het is voornamelijk een lokale gebeurtenis gebleven.